# Rubens (cràter)
Rubens és un cràter d'impacte en el planeta Mercuri de 158 km de diàmetre. Porta el nom del pintor francès Peter Paul Rubens (1577-1640), i el seu nom va ser aprovat per la Unió Astronòmica Internacional el 1979.